# Good, Good, Twistin'
Good, Good, Twistin' é o quinto álbum de estúdio do músico americano James Brown and The Famous Flames. O álbum foi lançado em 1962 pela King Records. O álbum foi posteriormente relançado com o nome de Shout and Shimmy.

## Faixas
| N.º | Título                                                   | Duração |  |
| 1.  | "I Don't Mind"                                           | 2:46    |  |
| 2.  | "Shout and Shimmy"                                       | 2:51    |  |
| 3.  | "Tell Me What You’re Gonna Do"                           | 2:12    |  |
| 4.  | "Good, Good, Lovin'"                                     | 2:19    |  |
| 5.  | "Have Mercy Baby"                                        | 2:16    |  |
| 6.  | "Begging, Begging"                                       | 2:42    |  |
| 7.  | "Love Don't Love Nobody"                                 | 2:06    |  |
| 8.  | "Dancin' Little Thing"                                   | 2:20    |  |
| 9.  | "Come Over Here"                                         | 2:45    |  |
| 10. | "You Don't Have to Go"                                   | 2:49    |  |
| 11. | "Just Won't Do Right (I Stay In the Chapel Every Night)" | 2:43    |  |
| 12. | "It Was You"                                             | 2:45    |  |